# Olivares (Sevilla)
Olivares és una localitat a la província de Sevilla, Andalusia, Espanya. L'any 2005 tenia 8.729 habitants. La seva extensió superficial és de 46 km² i té una densitat de 189,8 hab/km². Les seves coordenades geogràfiques són 37° 25′ N, 6° 09′ O. Està situada a una altitud de 169 metres i a 16 kilòmetres de la capital provincial, Sevilla.
| 1996  | 1998  | 1999  | 2000  | 2001  | 2002  | 2003  | 2004  | 2005  | 2006  |
| ----- | ----- | ----- | ----- | ----- | ----- | ----- | ----- | ----- | ----- |
| 7.604 | 7.687 | 7.697 | 7.793 | 7.894 | 8.144 | 8.370 | 8.573 | 8.729 | 8.814 |